# Alexander Siemens
Alexander Siemens (* 22. Januar 1847 in Hannover; † 16. Februar 1928 in Milford-on-Sea) war ein deutsch-britischer Unternehmer und Elektroingenieur aus der Familie Siemens.

## Leben
Siemens wurde in Hannover geboren – zu dem Zeitpunkt ein Königreich innerhalb des Deutschen Bundes – als Sohn des Juristen Gustav Siemens und dessen Ehefrau Sophie. Sein Vater war ein Bruder von Adolf und Carl Georg Siemens sowie ein Vetter dritten Grades des Erfinders und Unternehmensgründers Werner von Siemens.
Nach seiner Ausbildung in Hannover zog Alexander Siemens 1867 nach Woolwich, London, um in der Firma Siemens Brothers seines Onkels (dritten Grades) Carl Wilhelm Siemens zu arbeiten. Siemens diente 1870 im Deutsch-Französischen Krieg und wurde verwundet. 1871 siedelte er endgültig nach Großbritannien über, wo er 1877 die britische Staatsbürgerschaft annahm.
1875 verlegte Siemens mehrere Telegraphenkabel über den Nordatlantik an Bord der Faraday. 1889 wurde er Nachfolger Carl Wilhelm’s als Vorstandsvorsitzender von Siemens Brothers, er gehörte dem Vorstand des Unternehmens bis zu seiner Pensionierung 1918 an. 1910/11 fungierte Siemens als Präsident der britischen Institution of Civil Engineers.

## Familie
1881 heiratete Siemens Louisa Dodwell. Das Paar hatte drei Töchter; eine Tochter, Mariana, heiratete Bertram Hopkinson, Sohn des bekannten britischen Physikers und Elektroingenieurs John Hopkinson.